# Mitri Sirin

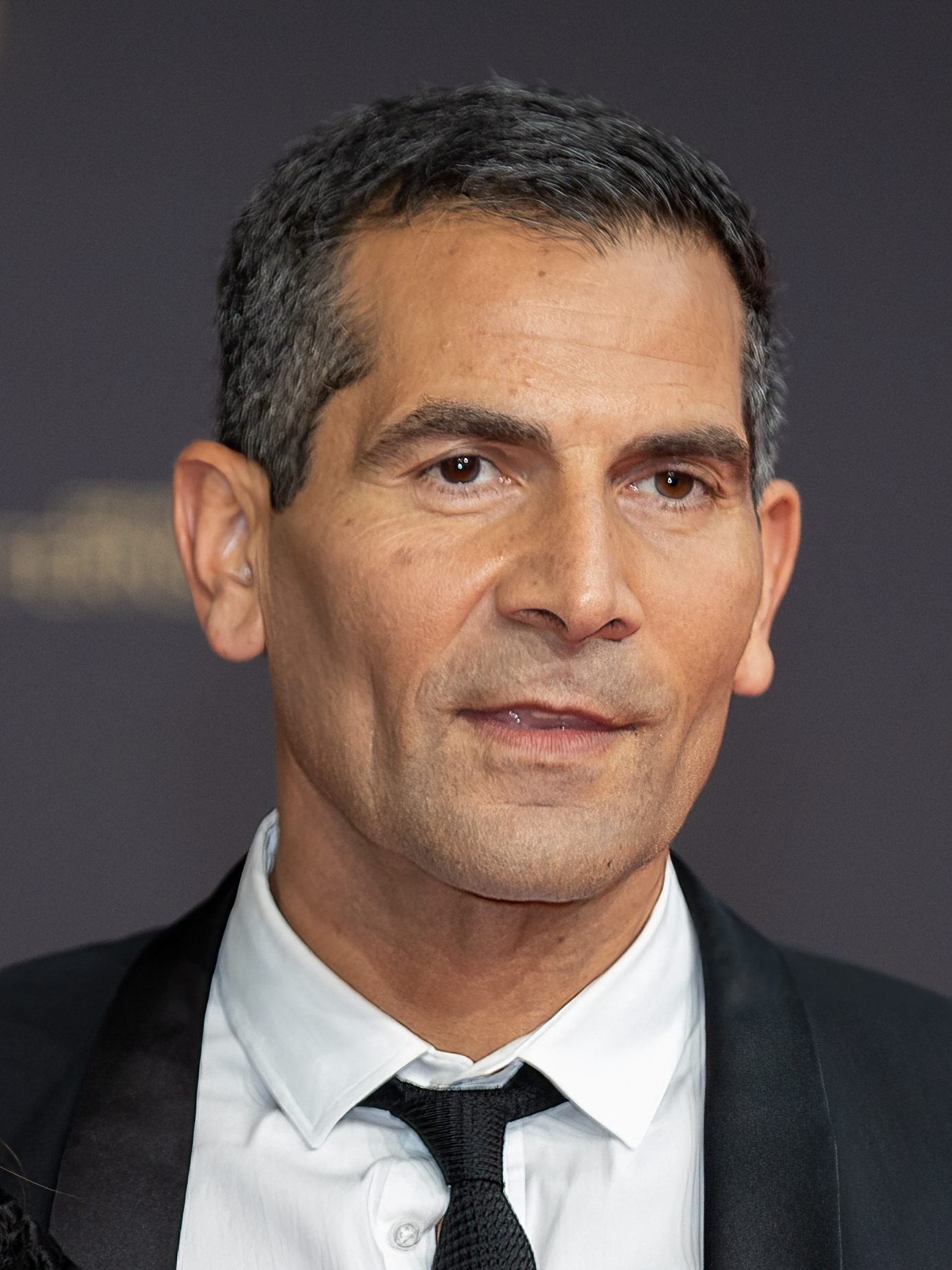
Mitri Sirin (2022)

Mitri Sirin (* 13. März 1971 in Rheine) ist ein deutscher Fernsehmoderator und Journalist.

## Leben und Karriere
Mitri Sirins Eltern kamen Ende der 1960er Jahre als Gastarbeiter aus der Türkei ins Münsterland. Sirin ist türkisch-syrischer Abstammung. Seine Familie gehört zur syrischstämmigen und christlichen Minderheit in der Türkei. Mitri Sirin beherrscht Arabisch mündlich, kann es jedoch nicht schreiben. Sirin war zuerst Anfang der 1990er Jahre beim Berliner Jugendsender Kiss FM als Moderator tätig. Er sammelte seine ersten Fernseherfahrungen 1994 beim Sender VOX als Moderator des Magazins Saturday, das als Nachfolge-Format von Elf 99 geplant, aber nur ein einziges Mal ausgestrahlt wurde.
Anschließend war er für verschiedene Radiosender tätig, unter anderen für 104.6 RTL sowie von 1999 bis 2004 bei MDR Jump. Er war Mitglied der HipHop-Fun-Combo Nepper, Schlepper, schlechte Rapper (Sommer in Berlin, 1996), die unter anderem von Patrik Majer produziert wurde. Zudem war er 1998 beim Berliner Stadtsender TV.Berlin als Co-Moderator von Ruth Moschner zu sehen.
Im Jahr 2005 wechselte Sirin zum Rundfunk Berlin-Brandenburg und moderierte bis zum Jahr 2014 im Wechsel mit anderen Moderatoren die 21:45-Uhr-Ausgabe des Nachrichten-Magazins RBB Aktuell. Der RBB setzte ihn auch als Reporter ein, zum Beispiel bei der Übertragung des Karnevals der Kulturen und der Fußball-Weltmeisterschaft 2006. Im RBB-Hörfunk moderierte Sirin die Sendung Süpermercado auf Radio Multikulti, die neben Berlin und Brandenburg auch in Nordrhein-Westfalen und Bremen zu hören war.
Von 2007 bis Mai 2009 präsentierte Sirin im Wechsel mit anderen Moderatoren die Lokalzeit aus Duisburg für den Westdeutschen Rundfunk.
Im Mai 2009 begann Sirin sein Engagement beim ZDF. Dort löste er am 7. Mai 2009 Kay-Sölve Richter als Nachrichtensprecher bei den heute-Nachrichten im ZDF-Morgenmagazin und als Moderator beim ZDFwochen-journal ab. Seit Februar 2011 war Sirin an der Seite von Anja Heyde Hauptmoderator der Frühschicht (von 5:30 bis 7 Uhr) des ZDF-Morgenmagazins. Im Januar 2013 übernahm er von Cherno Jobatey die komplette Moderation des ZDF-Morgenmagazins.
Bis zu der Einstellung des Formats 2014 moderierte Sirin gelegentlich das politische Talk-Format log in auf ZDFinfo. Sirin moderierte vor der Bundestagswahl im September 2013 zusammen mit Marietta Slomka die zweiteilige Sendung Wie geht’s Deutschland? Vor der Europawahl im Mai 2014 zeigte das ZDF die Reisereportage Wie geht’s, Europa? von Mitri Sirin, Almut Faass und Tom Ockers. Direkt im Anschluss moderierte er zusammen mit seiner ZDF-Kollegin Maybrit Illner das Live-Forum zur Europawahl 2014 aus Berlin. Seit August 2014 ist Mitri Sirin neuer Hauptmoderator der Spätschicht (von 7 bis 9 Uhr) des ZDF-Morgenmagazins und folgte dort auf Wulf Schmiese. Im Juli 2021 moderierte er erstmals das ZDF-Mittagsmagazin, für das er seitdem als Vertretungsmoderator aktiv ist. Seit Oktober 2021 ist Sirin Hauptmoderator der 19-Uhr-heute-Nachrichten im ZDF. Am 30. April 2022 moderierte Sirin das erste Mal vertretungsweise das heute-journal. Weitere Einsätze folgten Ende Juli 2022.
Sirin ist seit 1997 mit der ehemaligen ZDF-Redakteurin und Moderatorin Friederike Sirin (unter anderem ZDF-Morgenmagazin) verheiratet. Das Ehepaar hat drei gemeinsame Kinder. Mitri Sirin engagiert sich ehrenamtlich für Bildung und Kinderrechte. Er ist Botschafter des Kinderhilfswerks Childaid Network.